# Aude Gogny-Goubert
Pour les articles homonymes, voir Gogny et Goubert.
Aude Gogny-Goubert, parfois dite Aude GG, née le 9 juillet 1984 à Paris, est une comédienne, réalisatrice, auteure et metteuse en scène française.
Elle est notamment connue pour ses rôles dans les sketchs du Palmashow et de Golden Moustache ainsi que de sa série Virago diffusée sur YouTube.

## Biographie

### Enfance et formation
Elle est née le 9 juillet 1984 à Paris.

### Carrière
À 17 ans elle entre comme assistante puis metteuse en scène à La Comédie-Française où elle multipliera les spectacles pendant près de huit ans. Actrice récurrente du Palmashow, elle devient en 2013 membre du collectif Golden Moustache.

### Virago
En 2017, elle lance sur YouTube, le programme Virago dont elle est l'autrice et l'interprète.
L’année suivante, elle remporte un concours lancé par L’INA, et crée la série documentaire ViragINA retraçant les grandes lois et mouvements qui ont jalonné le droit des femmes.
En 2017, Aude Gogny-Goubert lance la chaîne Youtube Aude GG. Elle co-écrit les épisodes avec Adrien Rebaudo. Elle y présente Virago, une web-émission retraçant le parcours de femmes qui ont marqué l'Histoire, réelles ou mythologiques,. Elle explique le choix du titre par une volonté de redonner au mot "virago" son sens premier de femme à forte personnalité, plutôt que la connotation péjorative plus courante.
En 2019, après 26 vidéos soutenues par le fond CNC/TALENT, le format évolue pour devenir ViragINA, en partenariat avec l'INA, et revient sur les étapes importantes des combats pour les droits des femmes. La même année, elle participe à la Fête du court métrage 2019.
Dans la foulée, elle réalise un deuxième court métrage, mêlant ses deux passions, la fiction et la réhabilitation des grandes figures historiques féminines, La fabuleuse histoire (méconnue) d'Alice Guy.
Début 2020 elle est une des ambassadrices, pour la BNF, de la série Retronews mettant en valeur les archives de la presse française.

### V comme Virago
En 2020, elle sort également son premier livre, V comme Virago, co-écrit avec Adrien Rebaudo, retraçant plus de 70 portraits de femmes.

### Blast
Depuis juin 2021, elle est coprésentatrice du Journal à la con du média numérique Blast avec Patrick Chanfray sous la houlette d'un ancien auteur des Guignols de l'info, Bruno Gaccio.

## Théâtre

### Comédienne
- Elle a joué dans de nombreuses pièces classiques, comme Les Femmes savantes, Les Proverbes de Carmontelle ou Les Fourberies de Scapin, notamment sous la direction de Nicolas Lormeau de la Comédie-Française, Raymond Acquaviva et Xavier Florent.
- 2009, elle joue le spectacle Praline écrit et mis en scène par Nicolas Lormeau de la Comédie-Française, en tournée.
- 2010, elle joue À la Cour des Singes spectacle représenté dans le Jardin des Tuileries à Paris, et en tournée.
- 2011, elle joue Les Chats et la Mouette de Luis Sepulveda à L'Aktéon Théâtre à Paris.
- 2013, elle interprète le rôle de Philomène Galliard dans Plein Emploi mis en scène par Vanessa Fery.
- 2014, elle joue dans Sexe, Magouilles et Culture générale de Laurent Baffie à La Comédie Odéon à Lyon et au Palace durant le Festival d'Avignon
- 2015, elle interprète le rôle de Dorotéa dans Les Cuisinières de Goldoni mis en scène par Philippe Lagrue

### Metteuse en scène
- Depuis 2003, elle travaille à la Comédie-Française, pour laquelle elle a collaboré à la mise en scène d’une dizaine de productions telles que Bouli Miro et L'Inattendu de Fabrice Melquiot, ou Le Menteur de Corneille.
- En 2008, elle met en scène Le Dindon de Feydeau au théâtre Le Méry, et le cabaret Berlin Paris New York au studio théâtre de la Comédie-Française.
- En 2009, elle met en scène la création de l'opéra Le secret du grenier de Théo dans l'auditorium Maurice Ravel à Levallois-Perret, ainsi que le spectacle musical Une femme seulement à Marseille.
- En 2010, elle monte Un fil à la patte, de Feydeau au théâtre Le Méry, repris au théâtre de Ménilmontant en mai 2011.
- En 2010 aussi, elle collabore avec Alain Lenglet et Marc Fayet à la mise en scène des textes de Pierre Desproges par Christian Gonon, sociétaire de la Comédie-Française dans La seule certitude que j’ai, c’est d’être dans le doute. La pièce est jouée et reprise au théâtre du Vieux-Colombier et en tournée en France.
- En 2011, elle met en scène La Compagnie dans Monsieur de Pourceaugnac au théâtre Adyar
- En 2019, elle met en scène Mélissa Billard dans son seule en scène Haut les Cœurs

## Web

### Konbini
- 2008 : Remakers

### Dailymotion et YouTube
- 2012 : La Séance du mardi

- 2013 : Comment rompre à l'aide d'un Power Point
- 2013 : Comment embarrasser un inconnu en 10 secondes
- 2014 : Minishortz
- 2016 : Vestiaires libérés (web-série), saison 2 épisodes 6 et 9 : Personnel de la CAF
- 2017 : Virago
- 2018 : doXa (web-série)
- depuis 2021 : présentatrice d'un journal télévisé humoristique sur la chaîne Blast

#### Golden Moustache
- Le trône des Frogz, Golden Moustache

## Doublage
- 2024 : Le Deuxième Meilleur Hôpital de la Galaxie : Dr Vlam[n 1]
- 2025 : Le Roi loup (en) : voix additionnelles

## Filmographie

### Actrice
- 2010 : La Folle Histoire du Palmashow
- 2011-2012 : Very Bad Blagues
- 2012-2013 : Palmashow l'émission
- (avant 2008) Groland
- 2016 : La Grosse Émission
- 2017 : Cocovoit: Eyjafjallajökull : la directrice du conseil d'administration d'une société du CAC 40 spécialisée dans le recyclage des fonds propres à l'étranger
- 2017 : A musée vous, A musée moi[14]
- 2017 : Calls de Timothée Hochet : Sun
- 2018 : Vestiaires
- 2019 : Marianne : Sophie, femme de Séby
- 2019 : Narvalo de Matthieu Longatte
- 2022 : Novembre  de Cédric Jimenez
- 2025 : Le Routard de Philippe Mechelen

### Réalisatrice
- 2019 : Aspirations, court-métrage
- 2019 : La folle histoire méconnue d'Alice Guy court-métrage
- 2020 : Un si grand soleil, série télévisée
- 2026 : C'est qui le chef ?

## Distinctions
- Chevalier de l'ordre des Arts et des Lettres en 2020[15]